# 高瀬堰
高瀬堰（たかせぜき）は、広島県広島市安佐北区落合2丁目と安佐南区八木5丁目に跨る、一級水系太田川本川下流部、河口から約13.6km地点に建設された堰である。
国土交通省中国地方整備局が管理しており、堰ではあるものの特定多目的ダム法に基づいて建設された特定多目的ダムである。上流の温井ダム（滝山川）及び太田川放水路と連携した太田川の治水と、江の川の土師ダムより導水された水を調節しながら広島市など県中央部及び芸予諸島への利水を行う。広島市の水がめとして重要な位置を占めている。

## 沿革

### 高瀬井堰
高瀬堰が建設される以前、この地点には江戸時代に建設された灌漑用の固定堰である高瀬井堰（たかせ-いぜき）が建設されていた。
江戸時代、安芸国は広島藩浅野氏42万石の領地で西国でも屈指の大藩であった。初代藩主・浅野長晟の治世、安北郡小田庄の庄屋であった丸子市郎兵衛は新田開発を行い収穫を上げるために太田川から水を引く用水路建設の計画を立てた。計画は太田川・三篠川・根谷川の三川合流点直下流に堰を設けて、そこから用水路を下流に建設するものであった。だが計画を実行に移す事無く市郎兵衛は没し、その遺志は息子である丸子市兵衛に委ねられる事となった。
市兵衛は広島藩庁に1648年頃より用水建設の許可を申請したが、藩庁から許可が下りたのはそれより7年後の1655年であった。許可が下りると市兵衛は早速工事に取り掛かる事にした。まず、口田村の友竹瀬尻山地点に取水堰を建設、そして右岸部を起点として全長42.0km、幅2.0mの用水路を2年がかりで建設した。この用水路は「小田定用水」と呼ばれ、その取水堰である固定堰が高瀬井堰である。堰と用水路は1657年に完成し、親子2代に亘る悲願は成就し以後太田川下流域の農地は大いなる恩恵を受けた。
市兵衛はこの用水路計画に文字通り命を掛けており、仮に事業が失敗に終わった際には自刃する心積もりであったといわれている。彼は近くの弘住神社に首を乗せる台を立て、失敗して自刃した際は介錯した首をこの台に乗せるように家族に指示したと伝えられており、この大事業に生涯を賭けた市兵衛の覚悟が伝わる逸話である。

### 可動堰への改良
こうして高瀬井堰は重要な灌漑施設として利用されていった。一方太田川は河川改修が下流部では進んでいたが中流部・上流部では余り進んであらず、集中豪雨や台風が襲うたびに洪水を繰り返し、早急な治水整備が不可欠となっていた。この中で洪水流下能力の阻害になる高瀬井堰の改良が不可欠となった。固定堰は水量を調節する能力が無く、洪水の際には堰が水流を妨げ溢れた水は堰より上流の低地に流入して行く為浸水被害をもたらすのがその理由である（代表例が吉野川第十堰であり、可動堰化か保存かで上流住民と下流住民が対立している）。また、明治期より手掛けられた上水道事業はその後の急激な人口増加によって次第に逼迫の度合いを強め、芸予諸島を含めた新規の水源整備を進めていく必要性も出てきた。その上瀬戸内海沿岸は造船・鉄鋼・石油化学などといった工業地域の拡充も著しく、安定した水道整備が急務となった。

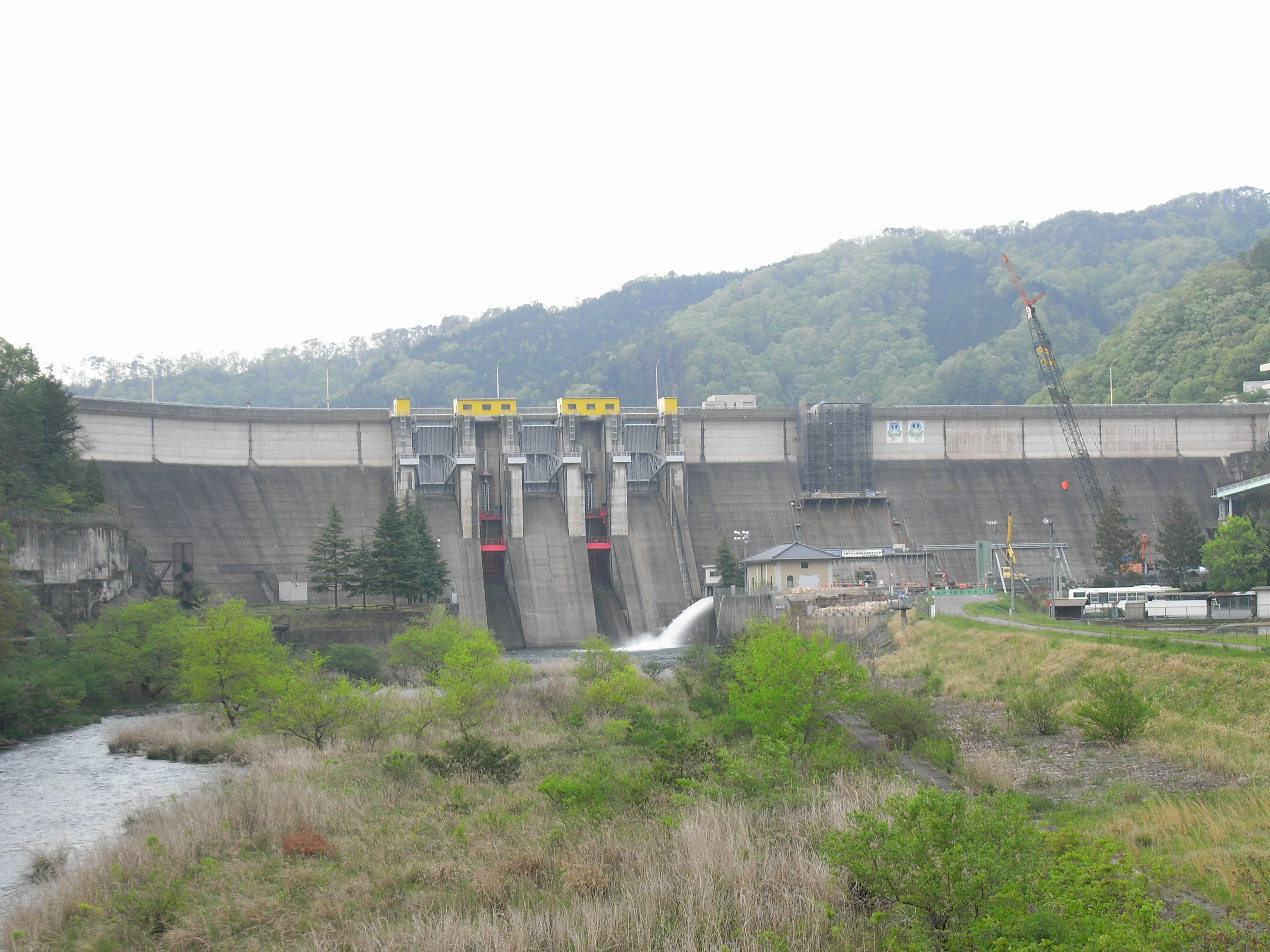
土師ダム（江の川）
ここから中国山地を越えて、可部で
太田川へ導水される。

この頃中国最大の河川・江の川では『江の川総合開発事業』として多目的ダムの土師ダムが計画されていた。太田川は上流部に「太田川三ダム」（立岩・樽床・王泊）が完成していたが何れも発電専用のダムで、水道用ダムは建設されていなかった。また下流では慣行水利権の関係上後から勝手な取水を行う事は不可能であり、既存の水量だけでは増加する水需要を賄えなかった。両事業の事業主体であった建設省は水量の豊富な江の川からの太田川へ導水し、利水目的に充てようと考えた。だが江の川の慣行水利権を持つ島根県が『江の川の水が少なくなる』として反対し、解決までには時間が掛かった。利水事業者の広島県・広島市は河川事業者である建設省の仲介で島根県との減水補償交渉を行い、島根県も妥結。土師ダムから陰陽分水嶺を貫く導水トンネルを現在の広島市安佐北区可部まで建設し、そこから放流することで水を確保し、さらに水力発電にも利用する事とした。
こうして治水・利水目的を兼ね備えた河川施設を太田川本川に建設する『太田川総合開発事業』が建設省中国地方建設局（現・国土交通省中国地方整備局）によって1970年（昭和45年）より手掛けられ、その根幹施設として高瀬井堰を固定堰から水量調節の可能な可動堰へ全面改良した高瀬堰が計画された。

## 目的

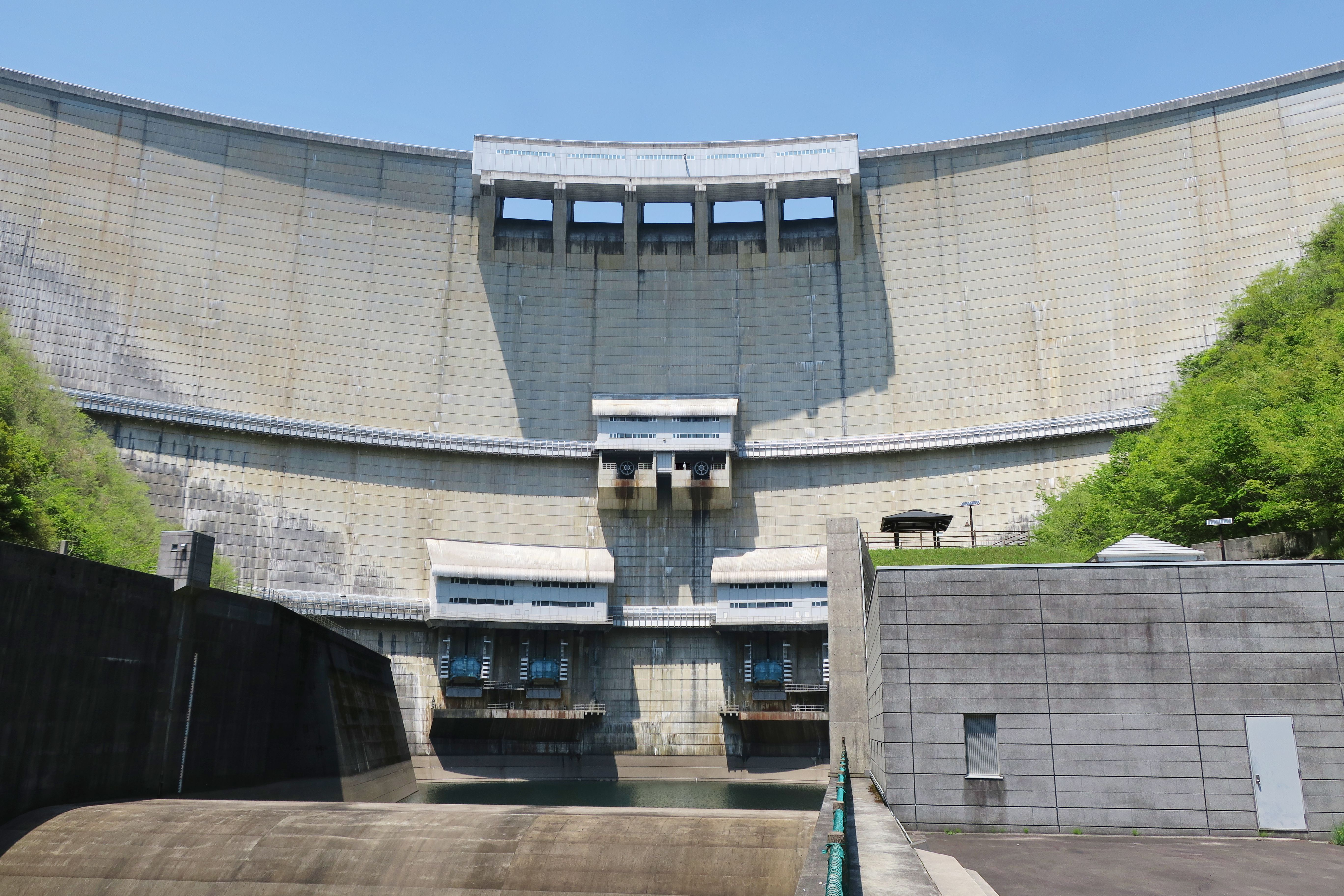
温井ダム（滝山川）
治水と利水で密接に関わる。

高瀬堰は高さ5.5mの可動堰で6門のゲートを開閉する事で水量調節を行う。太田川水系では1965年（昭和40年）に完成した太田川放水路に次ぐ国直轄の河川事業である。堰は1971年（昭和46年）に着工して1975年（昭和50年）に完成したが、前年1974年（昭和49年）3月には土師ダムが完成し、江の川・太田川の二大河川を利用した河川総合開発事業は高瀬堰の完成を以って本格的な運用を開始した。
目的は太田川流域に甚大な被害を与えた1972年（昭和47年）7月の昭和47年7月豪雨での洪水量を基準とした洪水調節、堰建設の際に太田川から切り離した旧流路である古川の正常な河川流量維持を目的にした不特定利水、広島市・呉市・竹原市および江田島市など芸予諸島一帯への上水道・工業用水道の供給である。
土師ダムより取水された江の川の水は陰陽分水嶺を貫いて可部まで送られ、同地にある中国電力・可部水力発電所（認可出力38,000kW）において水力発電に使われた後放流され、堰左岸の高陽取水場から広島市などに送水される。2006年（平成18年）8月、呉市などに水道を供給する送水管の一部が劣化により破裂、長期に亘って断水となり自衛隊による給水活動が行われるなど深刻な被害が起こったが、その水は高瀬堰から供給される。また、可部発電所より放流された水の量を高瀬堰で調整して下流に一定の水量を流す、いわゆる逆調整を行う事で放流による急激な水量増加を抑制する働きも行っている。
高瀬堰の完成以後、2004年（平成16年）までの間に134回もの洪水が発生しているが、昭和47年7月豪雨のような目だった浸水被害は起きていない。特に広島市街では、高瀬堰・太田川放水路および温井ダム（滝山川）の連携によって太田川の洪水に伴う浸水被害は皆無となっており、治水にその威力を発揮している。堰右岸には『大禹謨』（だいうぼ）と刻まれた石碑があるが、これは古代中国・夏の皇帝で治水に功績のあった禹王に因み『書経』より引用したもので、『偉大なる禹のはかりごと』という意味である。なお、この『大禹謨』より『平成』という元号が生まれている。

## 堰と河川環境
堰完成以後、堰を通過する管理用道路は「高瀬大橋」と命名され、広島県道271号八木広島線として地域の重要な道路となっている。また、高瀬堰によって出来た貯水池はカヌーの練習などに使われ、地域の憩いの場所にもなっている。だが、ダムや堰の建設に伴いどうしても避けて通れない問題として、漁業を始めとした河川生態系への問題があった。
建設されていた頃は利根川河口堰（利根川）の漁業への影響が指摘されていた時期でもあり、長良川河口堰（長良川）建設への反対運動が繰り広げられていた。太田川は天然アユが遡上する河川であったが、高瀬堰完成以後その数は減少を続けていた。ただしアユの減少は複合的な要因が大きく、旧来からある全ての堰による遡上阻害、広島湾埋立てによる浅水域の減少、下水道普及の遅れによる水質汚濁の進行（1994年（平成6年）頃までは高瀬堰地点において環境基準を大きく上回る大腸菌群が連年検出されている）といった要因も大きく、一概に高瀬堰が原因とは云えなかった。だが、高瀬堰の完成による遡上阻害要因の増加、更に可部発電所から放流される水がアユの生育に不適な水温の低い水であり、冷水病によるアユのへい死が要因である事も事実である。アユ減少を食い止める為太田川漁業協同組合は琵琶湖産の養殖アユを毎年放流して、漁獲量の増加を図ろうとした。これはある程度の成果を挙げたが、今度はアユの産卵時期が太田川では例年10月頃であったのが1ヶ月ほど早まる状況となり、こうした生育サイクルの変動も天然アユ減少の一因となっていた。
この状況を打開すべく太田川漁業協同組合は養殖アユの放流に頼っていたアユ漁獲高の回復事業を転換し、卵を放流することで天然アユの生息数自体を回復させる「天然アユ遡上復活作戦」を実施する事とした。太田川における天然アユの産卵場は高瀬堰の直下流部、河口から10km程度の一帯である事から遡上を補助する為の高瀬堰の対応が注目されるようになった。堰を管理する国土交通省は魚道の改善などを行っていたが、根本的な対応策として堰の弾力的運用を図ることとし、2005年（平成17年）10月にゲートを開放してアユの成魚回遊を補助する試験を行った。
ダムと環境について河川工学を始め自然環境（魚類・鳥類・植物など）の専門家が特定多目的ダムの環境対策について議論・検討する諮問機関「ダム管理フォローアップ委員会」が国土交通省によって設けられたが、高瀬堰については2006年（平成18年）1月13日に「第10回中国地方ダム等管理フォローアップ委員会」の会合が開かれ、『高瀬堰定期報告書』が作成された。この中で高瀬堰については植生分布・鳥類生息状況・水質など殆どの項目に関して環境基準を維持しているという調査結果が出されたが、唯一魚類については『回遊魚（アユ）への影響が一部ある』との報告がなされた。委員会の答申では更なるゲートの運用変更も検討すべきという意見が出され、国土交通省も対策を検討している。なお、太田川漁協では天然アユの遡上状況を継続して追跡調査を行うとしている。
回遊魚遡上回復は容易なことではないが、既に信濃川の西大滝ダムと宮中取水ダムにおいて環境回復のための河川維持放流を行ったところ一時は殆ど姿を消したサケが戻って来始めているという事例もある。官民による継続的な対策が今後の課題となっている。
また、八木側に太田川河川事務所施設管理課の高瀬分室が設置されており、高瀬堰のダムカードが配布されている。

## アクセス
最寄りのJR可部線・梅林駅から徒歩で約15分、JR芸備線・玖村駅から徒歩で約20分。山陽自動車道広島ICから自動車で約10分である。